# 할로윈 나이트 (EP)
《할로윈 나이트》(중국어 간체자: 万圣节之夜, 정체자: 萬聖節之夜, 병음: Wànshèngjié zhī yè 완성제즈예[*], 한자음: 만성절지야, 영어: Halloween Night)는 중국의 걸 그룹 SNH48의 아홉 번째 미니 음반이다. 2015년 10월 12일 발매됐다. 〈할로윈 나이트〉의 뮤직 비디오는 프랑스 파리와 체코 프라하에서, 〈여름에 다시 보자〉의 뮤직 비디오는 하이난 싼야에서 촬영됐다.

## 수록곡
전체 작사: 간스자(중국어 개사 #1), 상해성사파(중국어 개사 #2 ~ #6), 아키모토 야스시
| #            | 제목                                    | 작곡              | 편곡         | 음악가 | 재생 시간 |
| ------------ | --------------------------------------- | ----------------- | ------------ | ------ | --------- |
| 1.           | 〈할로윈 나이트〉 (万圣节之夜)          | 이노우에 요시마사 | 탑 걸즈      | 5:02   |           |
| 2.           | 〈여름에 다시 보자〉 (夏日再会)         | 이노우에 요시마사 | 언더 걸즈    | 5:00   |           |
| 3.           | 〈청춘의 꽃잎〉 (青春的花瓣)            | 우에스기 히로시   | 팀SII        | 5:15   |           |
| 4.           | 〈첫 사랑 버터플라이〉 (初恋蝴蝶)       | 스기야마 카츠히코 | 팀NII        | 3:48   |           |
| 5.           | 〈여름의 진실한 이야기〉 (夏日真心话)   | KOUTAPAI          | 팀HII        | 4:33   |           |
| 6.           | 〈꿀벌 걸〉 (蜜蜂女孩)                  | 고토 츠구토시     | 팀X          | 3:38   |           |
| 7.           | 〈할로윈 나이트〉 (Instrumental)        | 이노우에 요시마사 |              | 5:02   |           |
| 8.           | 〈여름에 다시 보자〉 (Instrumental)     | 이노우에 요시마사 |              | 5:00   |           |
| 9.           | 〈청춘의 꽃잎〉 (Instrumental)          | 우에스기 히로시   |              | 5:15   |           |
| 10.          | 〈첫 사랑 버터플라이〉 (Instrumental)   | 스기야마 카츠히코 |              | 3:48   |           |
| 11.          | 〈여름의 진실한 이야기〉 (Instrumental) | KOUTAPAI          |              | 4:33   |           |
| 12.          | 〈꿀벌 걸〉 (Instrumental)              | 고토 츠구토시     |              | 3:38   |           |
| 총 재생 시간 | 총 재생 시간                            | 총 재생 시간      | 총 재생 시간 | 54:32  |           |

## 선발 멤버
- 괄호 안의 표시는 SNH48 제2회 총선거의 순위이다.

### 할로윈 나이트
(센터 : 자오자민)
- 팀SII：다이멍(15위), 쿵샤오인(16위), 리위치(7위), 모한(13위), 추신이(14위), 자오자민(1위), 장위거(5위)
- 팀NII：쥐징이(2위), 리이퉁(3위), 황팅팅(4위), 완리나(6위), 이자아이(8위), 쩡옌펀(9위), 루팅(10위), 자오웨(11위), 펑신둬(12위)

### 여름에 다시 보자
(센터 : 린쓰이)
- 팀SII : 천관후이(22위), 천쓰(24위), 장윈(21위), 첸베이팅(26위), 쉬자치(20위)
- 팀NII : 궁스치(18위), 린쓰이(17위), 멍웨(32위), 탕안치(26위)
- 팀HII : 하오완칭(30위), 리더우더우(29위), 류중란(25위), 류페이신(27위), 쉬한(31위)
- 팀X : 사오쉐충(19위), 쑹신란(23위)

### 청춘의 꽃잎
(센터 : 자오자민)
- 팀SII : 천관후이, 천쓰, 장윈, 쿵샤오인, 리위치, 모한, 첸베이팅, 추신이, 쑨루이, 쉬천천, 쉬자치, 위안위전, 자오자민, 장위거
- 팀SII / 팀X : 우저한

### 첫 사랑 버터플라이
(센터 : 쥐징이)
- 팀NII : 둥옌윈, 펑신둬, 궁스치, 황팅팅, 허샤오위, 쥐징이, 뤄란, 린쓰이, 루팅, 리이퉁, 멍웨, 탕안치, 완리나, 이자아이, 자오웨, 쩡옌펀

### 내일의 진실한 이야기
(센터 : 류중란)
- 팀HII : 천이신, 하오완칭, 리더우더우, 류중란, 린난, 류페이신, 리칭양, 왕바이숴, 왕루, 위옌원, 쉬한, 셰니, 쉬이런, 쉬양위줘, 양후이팅, 장신

### 꿀벌 걸
(센터 : 사오쉐충)
- 팀X : 천린, 펑샤오페이, 리징, 사오쉐충, 쑹신란,  쑨신원, 왕자링, 왕수, 왕샤오자, 셰톈이, 양빙이, 옌밍쥔, 양윈위, 장단싼, 장윈원

## ‘할로윈 나이트’ 의상
| 멤버     | 의상               |
| -------- | ------------------ |
| 자오자민 | 십자가 소녀        |
| 쥐징이   | 중세기 유럽 귀부인 |
| 리이퉁   | 빨간 모자          |
| 황팅팅   | 흡혈귀             |
| 장위거   | 쥐                 |
| 완리나   | 우는 피에로        |
| 리위치   | 할레 소녀          |
| 이자아이 | 앨리스             |
| 쩡옌펀   | 토끼 소녀          |
| 루팅     | 퀸 하트 카드 여왕  |
| 자오웨   | 마술사             |
| 펑신둬   | 악마               |
| 모한     | 괴테 마리          |
| 추신이   | 히피               |
| 다이멍   | 해골 소녀          |
| 쿵샤오인 | 블랙 스완          |